# Новобудова (Полтава)
Новобудо́ва — історична місцевість, селище в Подільському районі Полтави.

## Географія, історія
Селище Новобудова розташоване на лівому березі Ворскли, в секторі, що утворюється залізничними гілками Полтава — Харків і Полтава — Київ.
Селище виникло після переносу локомотивного депо «Полтава» на північ від станції Полтава-Південна. До 1970-х років у цій місцевості переважала приватна забудова. На початку 1980-х Полтавською дирекцією Південної залізниці тут розпочато будівництво багатоповерхівок для залізничників і працівників депо. Тоді ж місцевість отримала статус селища і сучасну назву.
Місцевість тут низинна, дещо заболочена. До проведення меліоративних робіт у 1980-х роках селище часто страждало від весняних паводків. Останній великий паводок був у 1976 році, а найбільша повінь, яку пам'ятають старожили, відбулася весною 1942 року.

## Населення, адміністративний устрій
Адміністративно селище входить до складу Подільського району міста. Орган місцевого самоврядування — селищний комітет розташований на вулиці Степана Разіна, 20/1. Там же знаходиться і громадський пункт охорони порядку.
Сьогодні на Новобудові проживає понад 1700 мешканців. Забудова — переважно приватні одно-двоповерхові будинки. У 1980-х Полтавська дирекція Південної залізниці на місці старих бараків на вулицях Сортувальній і Разіна, побудованих ще на початку 20-го сторіччя, збудувала півдесятка п'ятиповерхових будинків для своїх працівників.

## Транспорт, промисловість
2010 року за програмою Полтавської міськради «Місто без околиць» запущено автобусний маршрут «Огнівка — Новобудова».
До селища можна дістатися також будь-яким громадським транспортом, що прямує з центру міста в напрямку Дублянщини. Проїзд до зупинок «Переїзд», «Зої Космодем'янської», «22-а школа» та «Дублянщина». Однак, в такому разі доведеться самостійно перетнути залізницю через регульований залізничний переїзд (зупинка «Переїзд») або пішохідні переходи (зупинки «22-а школа» і «Дублянщина»).
На сході селище межує з залізницею. Тут працюють локомотивне і вагонне депо, на півночі — Затуринський промисловий вузол.

## Галерея

Вулиця Сортувальна. Праворуч — локомотивне депо.
Вулиця Степана Разіна. Пам'ятник загиблим землякам.
Вулиця Грабинівська зимою.